# WTA Swiss Open
WTA Swiss Open, oficiálně Ladies Open Lausanne, je profesionální tenisový turnaj žen hraný ve švýcarském Lausanne, kam se v sezóně 2019 přestěhoval. Založen byl v roce 1899. Po přerušení mezi lety 1995–2015 došlo k obnovení v Gstaadu. Antukový turnaj se na okruhu WTA Tour řadí do kategorie WTA 250.

## Charakteristika
WTA Swiss Open byl založen v roce 1899. Změna názvu na European Open se uskutečnila v sezóně 1986, kdy se stal součástí okruhu WTA Tour. Od zavedení kategorií Tier roku 1988 probíhal dvě sezóny v nejnižší úrovni Tier V. Následně povýšil do Tier IV a v ročnících 1993–1994 se stal součástí Tier III. Mezi lety 1995–2015 se nekonal. 
V období 1971–1994 se postupně odehrával ve čtyřech švýcarských městech: Gstaadu, Lucernu, Luganu a Ženevě. 
Ženská tenisová asociace oznámila obnovení turnaje v sezóně 2016, kdy se vrátil do jejího kalendáře jako antukový podnik v Gstaadu. V kategorii WTA International tak vystřídal rakouský turnaj Gastein Ladies. Otevřené antukové dvorce gstaadského areálu s centrkurtem Roy Emerson Arena hostily událost do roku 2018. Pořadatelská agentura Grand Chelem Event AG turnaj v roce 2019 přemístila do Lausanne. Hostitelem se stal městský antukový areál Tennis Club du Stade-Lausanne.
Do soutěže dvouhry nastupuje třicet dva tenistek a čtyřhry se účastní šestnáct párů. Ze švýcarských hráček si singlový titul připsaly Manuela Malejevová (1991) a Viktorija Golubicová (2016). Nejvyšší počet tří trofejí z dvouhry vybojovaly bulharsko-švýcarská tenistka Manuela Malejevová a Američanka Chris Evertová.

## Přehled vývoje názvu
| Sezóny    | název turnaje              |
| --------- | -------------------------- |
| 1971–1974 | Swiss Open Championships   |
| 1976      | Swiss Open                 |
| 1977      | Swiss Championships        |
| 1981–1982 | Toyota Swiss Open          |
| 1983–1985 | Swiss Open                 |
| 1986–1989 | European Open              |
| 1990–1991 | Geneva European Open       |
| 1992–1994 | European Open              |
| 2016–2018 | Ladies Championship Gstaad |
| od 2019   | Ladies Open Lausanne       |

## Přehled finále

### Dvouhra
| Dějiště  | rok  | vítězka                                    | finalistka                                 | výsledek                                   |
| -------- | ---- | ------------------------------------------ | ------------------------------------------ | ------------------------------------------ |
| Gstaad   | 1971 | Françoise Durrová                          | Lesley Huntová                             | 6–3, 6–3                                   |
| Gstaad   | 1972 | turnaj se nekonal                          | turnaj se nekonal                          | turnaj se nekonal                          |
| Gstaad   | 1973 | turnaj se nekonal                          | turnaj se nekonal                          | turnaj se nekonal                          |
| Gstaad   | 1974 | Helga Schultzeová                          | Lea Pericoliová                            | 4–6, 6–4, 6–3                              |
| Gstaad   | 1975 | turnaj se nekonal                          | turnaj se nekonal                          | turnaj se nekonal                          |
| Gstaad   | 1976 | Michele Gurdalová                          | Gail Sherriffová                           | 4–6, 6–2, 6–3                              |
| Gstaad   | 1977 | Lesley Huntová                             | Helen Gourlayová                           | 4–6, 7–5, 6–1                              |
| Gstaad   | 1978 | turnaj se nekonal                          | turnaj se nekonal                          | turnaj se nekonal                          |
| Gstaad   | 1980 | turnaj se nekonal                          | turnaj se nekonal                          | turnaj se nekonal                          |
| Lugano   | 1981 | Chris Evertová                             | Virginia Ruziciová                         | 6–1, 6–1                                   |
| Lugano   | 1982 | Chris Evertová                             | Andrea Temesváriová                        | 6–0, 6–3                                   |
| Lugano   | 1983 | zrušeno po 3. kole pro déšť                | zrušeno po 3. kole pro déšť                | zrušeno po 3. kole pro déšť                |
| Lugano   | 1984 | Manuela Malejevová                         | Iva Budařová                               | 6–1, 6–1                                   |
| Lugano   | 1985 | Bonnie Gaduseková                          | Manuela Malejevová                         | 6–2, 6–2                                   |
| Lugano   | 1986 | Raffaella Reggiová                         | Manuela Malejevová                         | 5–7, 6–3, 7–6(8–6)                         |
| Ženeva   | 1987 | Chris Evertová                             | Manuela Malejevová                         | 6–3, 4–6, 6–2                              |
| Ženeva   | 1988 | Barbara Paulusová                          | Lori McNeilová                             | 6–4, 5–7, 6–1                              |
| Ženeva   | 1989 | Manuela Malejeva-Fragniere                 | Conchita Martínezová                       | 6–4, 6–0                                   |
| Ženeva   | 1990 | Barbara Paulusová                          | Helen Kelesiová                            | 2–6, 7–5, 7–6(7–3)                         |
| Ženeva   | 1991 | Manuela Malejeva-Fragniere                 | Helen Kelesiová                            | 6–3, 3–6, 6–3                              |
| Lucern   | 1992 | Amy Frazierová                             | Radka Zrubáková                            | 6–4, 4–6, 7–5                              |
| Lucern   | 1993 | Lindsay Davenportová                       | Nicole Bradtkeová                          | 6–1, 4–6, 6–2                              |
| Lucern   | 1994 | Lindsay Davenportová                       | Lisa Raymondová                            | 7–6(7–3), 6–4                              |
| Lucern   | 1995 | turnaj se nekonal                          | turnaj se nekonal                          | turnaj se nekonal                          |
| Lucern   | 2015 | turnaj se nekonal                          | turnaj se nekonal                          | turnaj se nekonal                          |
| Gstaad   | 2016 | Viktorija Golubicová                       | Kiki Bertensová                            | 4–6, 6–3, 6–4                              |
| Gstaad   | 2017 | Kiki Bertensová                            | Anett Kontaveitová                         | 6–4, 3–6, 6–1                              |
| Gstaad   | 2018 | Alizé Cornetová                            | Mandy Minellaová                           | 6–4, 7–6(8–6)                              |
| Lausanne | 2019 | Fiona Ferrová                              | Alizé Cornetová                            | 6–1, 2–6, 6–1                              |
| Lausanne | 2020 | turnaj se nekonal kvůli pandemii covidu-19 | turnaj se nekonal kvůli pandemii covidu-19 | turnaj se nekonal kvůli pandemii covidu-19 |
| Lausanne | 2021 | Tamara Zidanšeková                         | Clara Burelová                             | 4–6, 7–6(7–5), 6–1                         |
| Lausanne | 2022 | Petra Martićová                            | Olga Danilovićová                          | 6–4, 6–2                                   |
| Lausanne | 2023 | Elisabetta Cocciarettová                   | Clara Burelová                             | 7–5, 4–6, 6–4                              |

### Čtyřhra
| Dějiště  | rok  | vítězky                                         | finalistky                                    | výsledek                                   |
| -------- | ---- | ----------------------------------------------- | --------------------------------------------- | ------------------------------------------ |
| Gstaad   | 1971 | Brenda Kirková Laura Rossouwová                 | Françoise Durrová Lea Pericoliová             | 8–6, 6–3                                   |
| Gstaad   | 1972 | turnaj se nekonal                               | turnaj se nekonal                             | turnaj se nekonal                          |
| Gstaad   | 1973 | turnaj se nekonal                               | turnaj se nekonal                             | turnaj se nekonal                          |
| Gstaad   | 1974 | Helga Schultzeová Lea Pericoliová               | Kajoko Fukuoková Michelle Rodriguezová        | 6–2, 6–0                                   |
| Gstaad   | 1975 | turnaj se nekonal                               | turnaj se nekonal                             | turnaj se nekonal                          |
| Gstaad   | 1976 | Betsy Nagelsenová Wendy Turnbullová             | Brigette Cuypersová Annette Van Zylová        | 6–4, 6–4                                   |
| Gstaad   | 1977 | Helen Gourlayová Rayni Foxová                   | Mary Carillová Lesley Huntová                 | 6–0, 6–4                                   |
| Gstaad   | 1978 | turnaj se nekonal                               | turnaj se nekonal                             | turnaj se nekonal                          |
| Gstaad   | 1980 | turnaj se nekonal                               | turnaj se nekonal                             | turnaj se nekonal                          |
| Lugano   | 1981 | Rosalyn Fairbanková Tanya Harfordová            | Candy Reynoldsová Paula Smithová              | 2–6, 6–1, 6–4                              |
| Lugano   | 1982 | Candy Reynoldsová Paula Smithová                | Joanne Russellová Virginia Ruziciová          | 6–2, 6–4                                   |
| Lugano   | 1983 | Christiane Jolissaintová Marcella Meskerová     | Petra Delheesová Pat Medradová                | 6–2, 3–6, 7–5                              |
| Lugano   | 1984 | Christiane Jolissaintová Marcella Meskerová     | Iva Budařová Marcela Skuherská                | 6–4, 6–3                                   |
| Lugano   | 1985 | Bonnie Gaduseková Helena Suková                 | Bettina Bungeová Eva Pfaffová                 | 6–2, 6–4                                   |
| Lugano   | 1986 | Elise Burginová Betsy Nagelsenová               | Jenny Byrneová Janine Thompsonová             | 6–2, 6–3                                   |
| Ženeva   | 1987 | Betsy Nagelsenová Elizabeth Smylieová           | Laura Gildemeisterová Catherine Tanvierová    | 4–6, 6–4, 6–3                              |
| Ženeva   | 1988 | Christiane Jolissaintová Dianne Van Rensburgová | Maria Lindströmová Claudia Porwiková          | 6–1, 6–3                                   |
| Ženeva   | 1989 | Katrina Adamsová Lori McNeilová                 | Larisa Neilandová Nataša Zverevová            | 2–6, 6–3, 6–4                              |
| Ženeva   | 1990 | Louise Fieldová Dianne Van Rensburgová          | Elise Burginová Betsy Nagelsenová             | 5–7, 7–6(7–2), 7–5                         |
| Ženeva   | 1991 | Nicole Bradtkeová Elizabeth Smylieová           | Cathy Caverzasiová Manuela Malejeva-Fragniere | 6–1, 6–2                                   |
| Lucern   | 1992 | Amy Frazierová Elna Reinachová                  | Karina Habšudová Marianne Werdelová           | 7–5, 6–2                                   |
| Lucern   | 1993 | Mary Joe Fernandezová Helena Suková             | Lindsay Davenportová Marianne Werdelová       | 6–2, 6–4                                   |
| Lucern   | 1994 | zrušeno po dvou čtvrtfinále pro déšť            | zrušeno po dvou čtvrtfinále pro déšť          | zrušeno po dvou čtvrtfinále pro déšť       |
| Lucern   | 1995 | turnaj se nekonal                               | turnaj se nekonal                             | turnaj se nekonal                          |
| Lucern   | 2015 | turnaj se nekonal                               | turnaj se nekonal                             | turnaj se nekonal                          |
| Gstaad   | 2016 | Lara Arruabarrenová Xenia Knollová              | Annika Becková Jevgenija Rodinová             | 6–1, 3–6, [10–8]                           |
| Gstaad   | 2017 | Kiki Bertensová Johanna Larssonová              | Viktorija Golubicová Nina Stojanovićová       | 7–6(7–4), 4–6, [10–7]                      |
| Gstaad   | 2018 | Alexa Guarachiová Desirae Krawczyková           | Lara Arruabarrenová Timea Bacsinszká          | 4–6, 6–4, [10–6]                           |
| Lausanne | 2019 | Anastasija Potapovová Jana Sizikovová           | Monique Adamczaková Chan Sin-jün              | 6–2, 6–4                                   |
| Lausanne | 2020 | turnaj se nekonal kvůli pandemii covidu-19      | turnaj se nekonal kvůli pandemii covidu-19    | turnaj se nekonal kvůli pandemii covidu-19 |
| Lausanne | 2021 | Susan Bandecchiová Simona Waltertová            | Ulrikke Eikeriová Valentini Grammatikopoulou  | 6–3, 6–7(3–7), [10–5]                      |
| Lausanne | 2022 | Olga Danilovićová Kristina Mladenovicová        | Ulrikke Eikeriová Tamara Zidanšeková          | bez boje                                   |
| Lausanne | 2023 | Anna Bondárová Diane Parryová                   | Amina Anšbová Anastasia Dețiuc                | 6–2, 6–1                                   |